# Tourismus in den Vereinigten Arabischen Emiraten

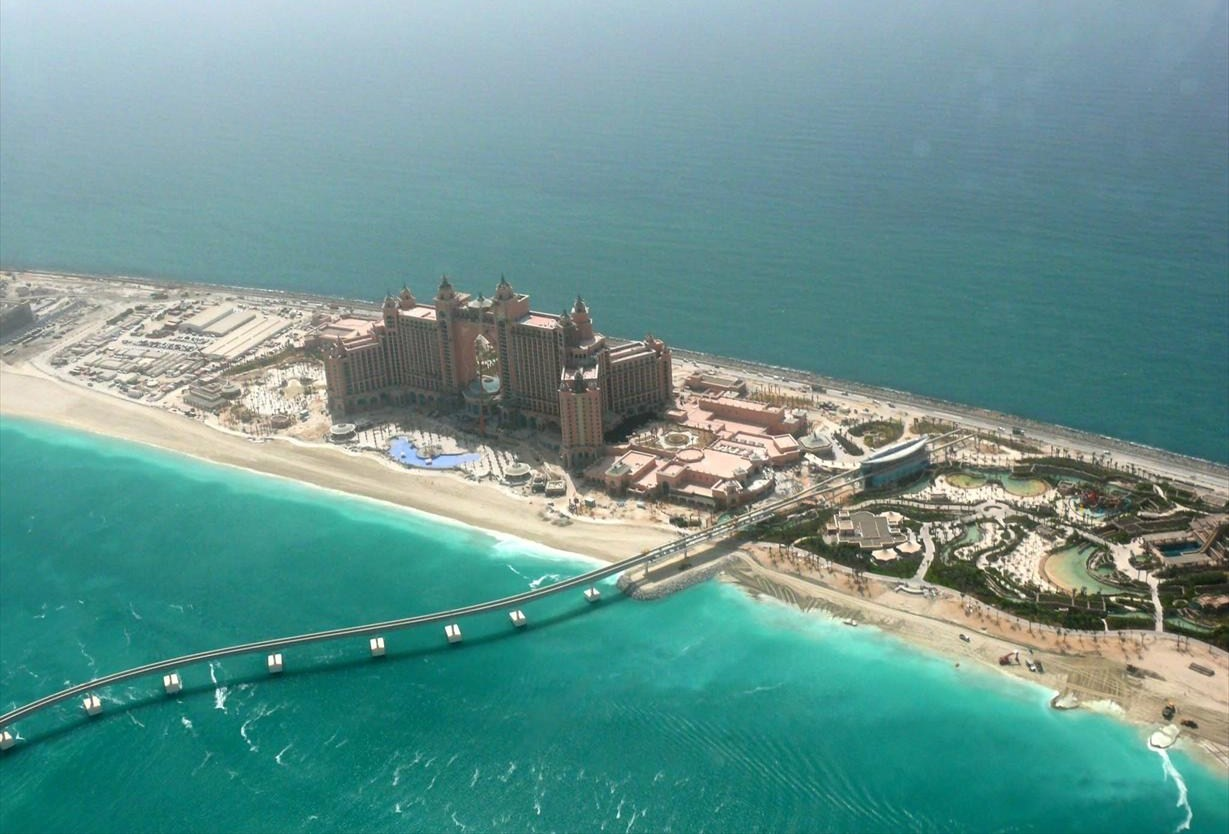
Luxushotel und -resort Atlantis The Palm, Dubai

Der Tourismus in den Vereinigten Arabischen Emiraten ist ein wichtiger Bestandteil der emiratischen Wirtschaft. Im Jahr 2023 beschäftigte der Tourismussektor 809.300 Menschen und trug mit 220 Milliarden Dirham zum nationalen Bruttoinlandsprodukt (BIP) bei, was 12 % der gesamten Wirtschaftsleistung war. Zur Diversifizierung der Wirtschaft von Öleinnahmen wurde der Tourismus von der Regierung gezielt gefördert und inzwischen sind die Emirate eines der beliebtesten Touristenziele der Welt. Mit 28 Millionen ausländischen Besuchern lagen die Emirate 2023 auf Platz 11 der meistbesuchten Länder weltweit. Die meisten Touristen besuchen die Emirate Abu Dhabi und Dubai, wo sich die meisten bekannten Sehenswürdigkeiten befinden. Von einigen Touristen werden allerdings auch Ziele außerhalb davon bereist, wie die Große Arabische Wüste oder die Hadschar-Gebirge. Neben Geschäfts- und Urlaubsreisen sind die Emirate auch ein aufstrebendes Zentrum des Medizintourismus.

## Geschichte

Der 1994 erbaute Burj al Arab gehört zu den teuersten Luxushotels der Welt

Als das Land 1971 gegründet und von den Briten unabhängig wurde, verfügte es selbst über keine Tourismusindustrie, und die wirtschaftliche Lage der neu gegründeten Nation war trotz des enormen Ölreichtums eher bescheiden. Scheich Zayed bin Sultan Al Nahyan, der Gründer der VAE, erkannte die Notwendigkeit, eine diversifizierte Wirtschaft aufzubauen, wobei der Tourismus in seinen Plänen eine bedeutende Rolle spielte. 1979 eröffnete Zayed das erste Hotel des Landes, das Metropolitan Hotel Dubai in Dubai, womit der erste Schritt getan war.
Die Entwicklung des Tourismus in den Vereinigten Arabischen Emiraten ist eng mit der Entwicklung des Tourismus in Dubai verbunden, das eines der ersten Emirate des Landes war, das sich für Touristen öffnete und später zum führenden Touristenziel des Landes aufstieg. Raschid bin Said Al Maktum, Emir von Dubai von 1958 bis 1990, erkannte, dass Dubai eines Tages kein Öl mehr haben würde, und begann mit dem Aufbau einer Wirtschaft, die das Öl überdauern würde. 1985 wurde die Airline Emirates gegründet. 1989 wurde das Dubai Commerce and Tourism Promotion Board gegründet, um Dubai als Luxusreiseziel für den gehobenen Markt und einflussreiche Geschäftskreise zu fördern. Im Januar 1997 wurde es durch das Department of Tourism and Commerce Marketing (DTCM) ersetzt.
Seit den 2000er Jahren haben die Vereinigten Arabischen Emirate einen bedeutenden Tourismusboom erlebt, wodurch der Fremdenverkehr für die nationale Wirtschaft an Bedeutung gewonnen hat. Der Burj Khalifa, das höchste Gebäude der Welt, wurde nach seiner Einweihung im Jahr 2010 zu einem der wichtigsten Touristenziele weltweit. Dank hoher Investitionen sind die Emirate zu einem weltweiten Logistikzentrum aufgestiegen, wobei sie von ihrer günstigen Lage als Drehkreuz zwischen Asien, Europa und Afrika profitieren. So ist der Flughafen Dubai der größte der Welt, nach Anzahl der internationalen Fluggäste. 2022 gab es in den Emiraten 1.198 Hotels mit insgesamt 203.000 Zimmern, in denen 25 Millionen Gäste übernachteten. Pläne der Regierung sehen bis 2031 eine Steigerung der Hotelgäste auf 40 Millionen vor.

## Destinationen

### Abu Dhabi

Scheich-Zayid-Moschee in Abu Dhabi

Abu Dhabi ist die Hauptstadt der Vereinigten Arabischen Emirate und das zweitbeliebteste Reiseziel des Landes, wobei der Tourismus von der Abu Dhabi Tourism Authority gefördert wird. In Abu Dhabi befindet sich der Yas Marina Circuit, der für Formel-1-Rennen genutzt wurde. In der Stadt gibt es über zehn Strände, die für touristische Zwecke genutzt werden. 2017 wurde das Louvre Abu Dhabi auf der künstlich geschaffenen Freizeitinsel Saadiyat eröffnet, wo verschiedene Projekte von der Tourism Development & Investment Company entwickelt werden. Die Stadt ist beliebt für ihr Nachtleben, mehr noch als das bevölkerungsreichere Dubai, da es hier weniger Beschränkungen gibt, wobei beide Städte für die Verhältnisse der arabischen Welt als sehr liberal gelten.

### Dubai

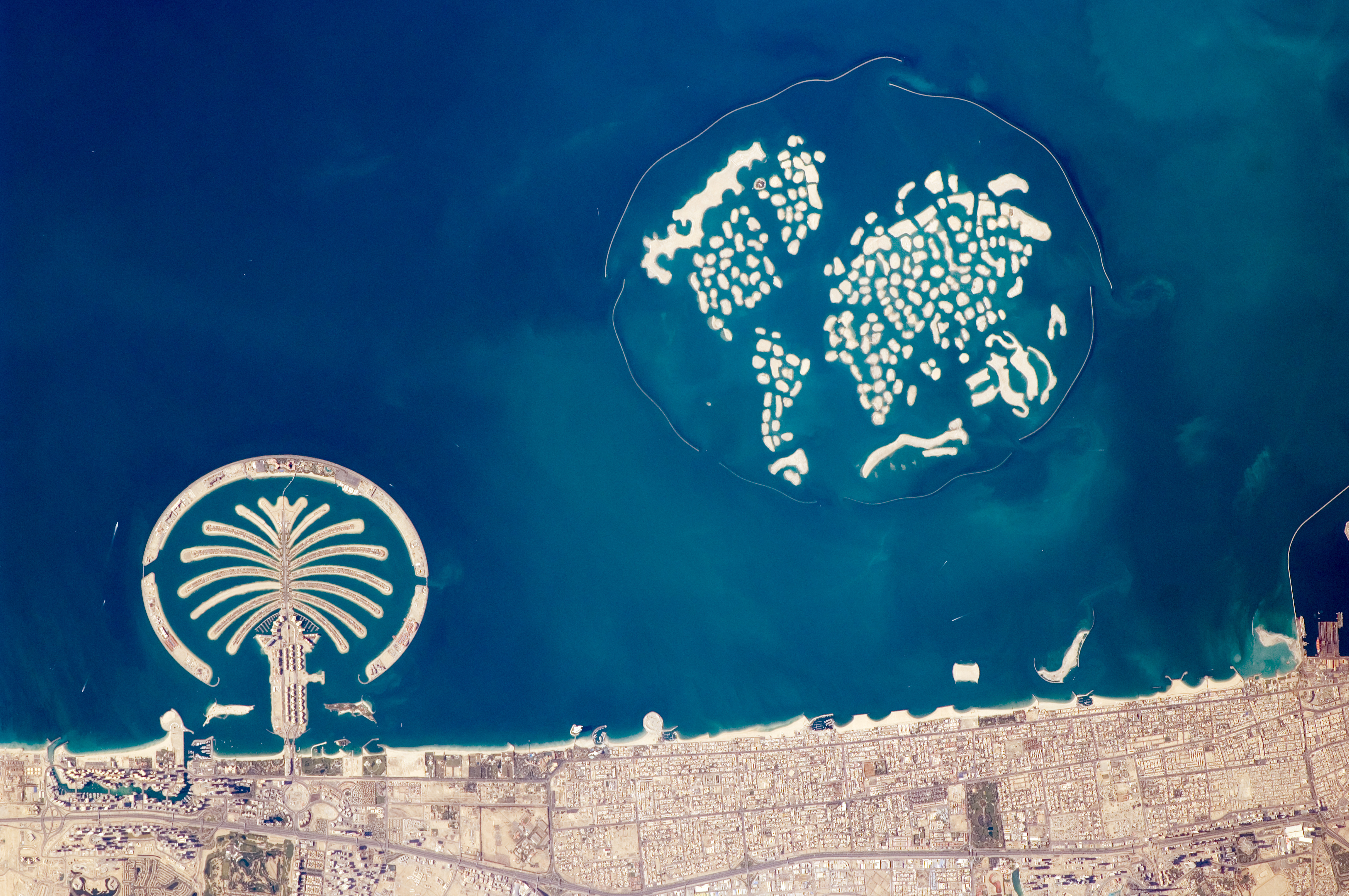
Künstliche Archipele in Dubai.

Dubai ist die meistbesuchte Stadt in den Vereinigten Arabischen Emiraten und die teuerste Stadt in den GCC-Staaten. Dubai zählt zu den meistbesuchten Städten der Welt. 2016 hatte Dubai 15,3 Millionen Besucher, womit es weltweit auf dem vierten Platz lag. Mit über 31 Milliarden US-Dollar hatte es zudem die höchsten Tourismuseinnahmen aller Städte weltweit. Hier befinden sich viele der höchsten Gebäude der Welt, darunter der Burj Al Arab (eines der teuersten Hotels) und der Burj Khalifa. Das Nachtleben in der Stadt wird ebenfalls stark gefördert. Die Stadt bietet neben einer spektakulären Skyline und hochmodernen Einkaufszentren wie die Dubai Mall und der Mall of the Emirates auch einige traditionelle Sehenswürdigkeiten wie alte Suqs oder das Al-Fahidi-Fort. 

### Fudschaira
Fudschaira teilt sich das Hadschar-Gebirge mit Ra’s al-Chaima, einer der größten Touristenattraktionen des Landes. Außerhalb des Hadschar-Gebirges sind das Fudschaira Fort, das Bitnah Fort, Snoopy Island, Masafi und das Al-Hayl Fort weitere attraktive Ziele. Fudschaira ist bekannt für seine Stierkampfkultur, die auf portugiesische Einflüsse im 17. Jahrhundert zurückzuführen ist.

### Ra’s al-Chaima
Ra’s al-Chaima ist bekannt für seine Natur. Das Al Hajar-Gebirge, insbesondere der Dschabal Jais, der höchste Berg des Landes, bietet Ausblicke über die zerklüfteten Gipfel bis hinunter zur Küstenebene und ist daher ein beliebtes Fotomotiv. Die längste Seilrutsche der Welt befindet sich ebenfalls hier. Weitere Sehenswürdigkeiten sind das Dhayah Fort und sein Strand.

### Schardscha
Schardscha ist ein wichtiges Handelszentrum in den VAE. Sharjah ist vielleicht eines der traditionellsten Touristenzentren, da die Führung des Emirats sich bemüht, den traditionellen Charakter der Stadt trotz der zunehmenden Modernisierung zu erhalten. Im Jahr 1998 wurde Sharjah von der UNESCO als Vertreter der Vereinigten Arabischen Emirate zur „Kulturhauptstadt der Arabischen Welt“ ernannt. Zu den wichtigsten Zielen gehören das Sharjah Art Museum, die Al Noor-Moschee, der traditionelle Markt und die Sharjah Heritage Area. Das Projekt „Heart of Sharjah“ (Herz von Schardscha) zielt darauf ab, die Altstadt von Sharjah zu erhalten und zu restaurieren.

## Statistik

### Anzahl internationaler Touristen
| Jahr | Anzahl Ankünfte |
| ---- | --------------- |
| 2015 | 19.303.000      |
| 2016 | 20.894.000      |
| 2017 | 21.805.000      |
| 2018 | 23.092.000      |
| 2019 | 25.282.000      |
| 2020 | 8.084.000       |
| 2021 | 11.479.000      |
| 2022 | 22.664.000      |
| 2023 | 28.146.000      |

### Häufigste Herkunftsländer

#### Emirat Dubai
Die meisten Besucher (die hier mindestens eine Nacht verbrachten) im Emirat Dubai kamen aus den folgenden Herkunftsländern:
| Land                   | 2022       | 2019       |
| ---------------------- | ---------- | ---------- |
| Indien                 | 1.842.000  | 1.970.000  |
| Oman                   | 1.311.000  | 1.030.000  |
| Saudi-Arabien          | 1.216.000  | 1.565.000  |
| Vereinigtes Königreich | 1.043.000  | 1.200.000  |
| Russland               | 758.000    | 728.000    |
| Vereinigte Staaten     | 590.000    | 667.000    |
| Deutschland            | 422.000    | 560.000    |
| Volksrepublik China    | n/a        | 989.000    |
| Pakistan               | n/a        | 501.000    |
| Total                  | 14.360.000 | 16.730.000 |

#### Emirat Abu Dhabi
Die Hotelgäste, die in Hotels im Emirat Abu Dhabi eincheckten, kamen am häufigsten aus folgenden Ländern:
| Land                   | 2019      | 2018      | 2017      |
| ---------------------- | --------- | --------- | --------- |
| Indien                 | 450.000   | 416.000   | 360.000   |
| Volksrepublik China    | 396.000   | 401.000   | 372.000   |
| Vereinigtes Königreich | 267.000   | 278.000   | 261.000   |
| Vereinigte Staaten     | 204.000   | 194.000   | 164.000   |
| Ägypten                | 184.000   | 169.000   | 160.000   |
| Philippinen            | 175.000   | 183.000   | 181.000   |
| Saudi-Arabien          | 163.000   | 168.000   | 152.000   |
| Deutschland            | 128.000   | 142.000   | 131.000   |
| Total                  | 5.100.000 | 5.043.821 | 4.852.405 |